# Garra compressus
Garra compressus är en fiskart som beskrevs av Kosygin och Vishwanath, 1998. Garra compressus ingår i släktet Garra och familjen karpfiskar. Inga underarter finns listade i Catalogue of Life.